# Харабалинская (станция)
Харабали́нская — железнодорожная станция Астраханского региона Приволжской железной дороги. Открыта в 1907 году в составе участка Красный Кут — Бузанский. Названа по городу Харабали, в котором расположена.

## История
Станция открылась в 1907 году и дала толчок к интенсивному развитию села Харабали, в 1974 году преобразованному в город. У местных жителей появилась возможность удобного вывоза сельскохозяйственной продукции. Эта возможность до сих пор не исчерпана: недалеко от станции вдоль железной дороги по направлению к Ашулуку тянутся плодоовощные и бахчевые плантации, а в уборочный период местные жители загружают арбузы в вагоны, отправляемые с грузовыми поездами по России.
До 1926 года станция активно использовалась жителями Енотаевки, как ближайшая к ним железнодорожная станция.

## Описание
Станция состоит из северной и южной частей, все пути не электрифицированы. В северной части 6 путей, из которых к четырём подходят пассажирские платформы и останавливаются пассажирские поезда. В южной части 7 путей, которые используются преимущественно для отстоя грузовых состав или погрузки продукции, производимой харабалинскими заводами и плодовоощными хозяйствами.

## Деятельность
Станция активно используется для местных грузовых операций (погрузка продукции Харабалинского района). На станции также останавливаются почти все проходящие через неё пассажирские поезда, кроме фирменных. Пригородное пассажирское сообщение отсутствует.
По состоянию на декабрь 2023 года через станцию курсируют следующие поезда дальнего следования:
| Круглогодичное обращение поездов | Круглогодичное обращение поездов | Круглогодичное обращение поездов | Круглогодичное обращение поездов |
| № поезда                         | Маршрут движения                 | № поезда                         | Маршрут движения                 |
| -------------------------------- | -------------------------------- | -------------------------------- | -------------------------------- |
| 5 «Лотос»                        | Астрахань — Москва               | 6 «Лотос»                        | Москва — Астрахань               |
| 41                               | Астрахань — Волгоград            | 42                               | Волгоград — Астрахань            |
| 85                               | Махачкала — Москва               | 86                               | Москва — Махачкала               |
| 109                              | Астрахань — Санкт-Петербург      | 110                              | Санкт-Петербург — Астрахань      |
| 133                              | Дербент — Москва                 | 134                              | Москва — Дербент                 |
| 147                              | Астрахань — Нижневартовск        | 148                              | Нижневартовск — Астрахань        |
| 301                              | Грозный — Волгоград              | 302                              | Волгоград — Грозный              |
| 373                              | Дербент — Тюмень                 | 374                              | Тюмень — Дербент                 |

| Сезонное обращение поездов | Сезонное обращение поездов      | Сезонное обращение поездов | Сезонное обращение поездов      |
| № поезда                   | Маршрут движения                | № поезда                   | Маршрут движения                |
| -------------------------- | ------------------------------- | -------------------------- | ------------------------------- |
| 465                        | Астрахань — Имеретинский курорт | 466                        | Имеретинский курорт — Астрахань |